# 龙山街道 (重庆市)
龙山街道，是中华人民共和国重庆市渝北区下辖的一个乡镇级行政单位。

## 行政区划
龙山街道下辖以下地区：
冉家坝社区、花园新村社区、余松路社区、龙山路社区、龙华社区、龙脊新村社区、松石路社区、银桦路社区、天竺路社区、松牌路社区和旗龙路社区。